# Stepan Levitski
Stepan (Stefan) Levitski (Levitsky, Lewitzki) (25 d'abril de 1876, Sérpukhov – 21 de març de 1924, Glubokaya) fou un jugador d'escacs rus.
|  |

## Resultats destacats en competició
El 1899 fou tercer a Moscou (Torneig de Mestres de Totes les Rússies, I Campionat d'escacs de Rússia, el campió fou Mikhaïl Txigorin).
El 1903 fou vuitè a Kíev (III Campionat d'escacs de Rússia, campió: Txigorin).
El 1905/06 empatà als llocs 8è-11è a Sant Petersburg (IV Campionat d'escacs de Rússia, el campió fou Gersz Salwe).
El 1907 fou segon, rere Ievgueni Znosko-Borovski, a St. Petersburg.
Va perdre un matx contra Semion Alapín 0-5 a St. Petersburg 1907.
Levitski va guanyar a Sant Petersburg 1911 el campionat rus (Torneig de Totes les Rússies). El juliol-agost de 1912, empatà als llocs 13è-14è a Breslau (18è DSB Congress, on els campions foren Rubinstein i Oldrich Duras).
L'agost-setembre de 1912, fou tercer a Vílnius (8è Campionat rus, campió: Akiba Rubinstein).
El 1913 va perdre un matx contra Aleksandr Alekhin per 3 a 7 a Sant Petersburg. El 1913/14, fou 13è a St. Petersburg (9è Campionat rus, guanyat per Alekhin i Aron Nimzowitsch).

## Contribució a la teoria dels escacs
Va introduir l'atac d'alfil a l'obertura de peó dama, conegut com a Atac Levitski (1.d4 d5 2.Ag5), codi D00 a l'(ECO).

## Partida destacada
|   | a | b | c | d | e | f | g | h |   |
| 8 | f8 negres torre · g8 negres rei · a7 negres peó · b7 negres peó · g7 negres peó · h7 negres peó · e6 negres peó · c5 blanques torre · g5 blanques dama · d4 negres cavall · g3 negres dama · h3 negres torre · a2 blanques peó · c2 blanques peó · f2 blanques peó · g2 blanques peó · h2 blanques peó · f1 blanques torre · g1 blanques rei | f8 negres torre · g8 negres rei · a7 negres peó · b7 negres peó · g7 negres peó · h7 negres peó · e6 negres peó · c5 blanques torre · g5 blanques dama · d4 negres cavall · g3 negres dama · h3 negres torre · a2 blanques peó · c2 blanques peó · f2 blanques peó · g2 blanques peó · h2 blanques peó · f1 blanques torre · g1 blanques rei | f8 negres torre · g8 negres rei · a7 negres peó · b7 negres peó · g7 negres peó · h7 negres peó · e6 negres peó · c5 blanques torre · g5 blanques dama · d4 negres cavall · g3 negres dama · h3 negres torre · a2 blanques peó · c2 blanques peó · f2 blanques peó · g2 blanques peó · h2 blanques peó · f1 blanques torre · g1 blanques rei | f8 negres torre · g8 negres rei · a7 negres peó · b7 negres peó · g7 negres peó · h7 negres peó · e6 negres peó · c5 blanques torre · g5 blanques dama · d4 negres cavall · g3 negres dama · h3 negres torre · a2 blanques peó · c2 blanques peó · f2 blanques peó · g2 blanques peó · h2 blanques peó · f1 blanques torre · g1 blanques rei | f8 negres torre · g8 negres rei · a7 negres peó · b7 negres peó · g7 negres peó · h7 negres peó · e6 negres peó · c5 blanques torre · g5 blanques dama · d4 negres cavall · g3 negres dama · h3 negres torre · a2 blanques peó · c2 blanques peó · f2 blanques peó · g2 blanques peó · h2 blanques peó · f1 blanques torre · g1 blanques rei | f8 negres torre · g8 negres rei · a7 negres peó · b7 negres peó · g7 negres peó · h7 negres peó · e6 negres peó · c5 blanques torre · g5 blanques dama · d4 negres cavall · g3 negres dama · h3 negres torre · a2 blanques peó · c2 blanques peó · f2 blanques peó · g2 blanques peó · h2 blanques peó · f1 blanques torre · g1 blanques rei | f8 negres torre · g8 negres rei · a7 negres peó · b7 negres peó · g7 negres peó · h7 negres peó · e6 negres peó · c5 blanques torre · g5 blanques dama · d4 negres cavall · g3 negres dama · h3 negres torre · a2 blanques peó · c2 blanques peó · f2 blanques peó · g2 blanques peó · h2 blanques peó · f1 blanques torre · g1 blanques rei | f8 negres torre · g8 negres rei · a7 negres peó · b7 negres peó · g7 negres peó · h7 negres peó · e6 negres peó · c5 blanques torre · g5 blanques dama · d4 negres cavall · g3 negres dama · h3 negres torre · a2 blanques peó · c2 blanques peó · f2 blanques peó · g2 blanques peó · h2 blanques peó · f1 blanques torre · g1 blanques rei | 8 |
| 7 | f8 negres torre · g8 negres rei · a7 negres peó · b7 negres peó · g7 negres peó · h7 negres peó · e6 negres peó · c5 blanques torre · g5 blanques dama · d4 negres cavall · g3 negres dama · h3 negres torre · a2 blanques peó · c2 blanques peó · f2 blanques peó · g2 blanques peó · h2 blanques peó · f1 blanques torre · g1 blanques rei | f8 negres torre · g8 negres rei · a7 negres peó · b7 negres peó · g7 negres peó · h7 negres peó · e6 negres peó · c5 blanques torre · g5 blanques dama · d4 negres cavall · g3 negres dama · h3 negres torre · a2 blanques peó · c2 blanques peó · f2 blanques peó · g2 blanques peó · h2 blanques peó · f1 blanques torre · g1 blanques rei | f8 negres torre · g8 negres rei · a7 negres peó · b7 negres peó · g7 negres peó · h7 negres peó · e6 negres peó · c5 blanques torre · g5 blanques dama · d4 negres cavall · g3 negres dama · h3 negres torre · a2 blanques peó · c2 blanques peó · f2 blanques peó · g2 blanques peó · h2 blanques peó · f1 blanques torre · g1 blanques rei | f8 negres torre · g8 negres rei · a7 negres peó · b7 negres peó · g7 negres peó · h7 negres peó · e6 negres peó · c5 blanques torre · g5 blanques dama · d4 negres cavall · g3 negres dama · h3 negres torre · a2 blanques peó · c2 blanques peó · f2 blanques peó · g2 blanques peó · h2 blanques peó · f1 blanques torre · g1 blanques rei | f8 negres torre · g8 negres rei · a7 negres peó · b7 negres peó · g7 negres peó · h7 negres peó · e6 negres peó · c5 blanques torre · g5 blanques dama · d4 negres cavall · g3 negres dama · h3 negres torre · a2 blanques peó · c2 blanques peó · f2 blanques peó · g2 blanques peó · h2 blanques peó · f1 blanques torre · g1 blanques rei | f8 negres torre · g8 negres rei · a7 negres peó · b7 negres peó · g7 negres peó · h7 negres peó · e6 negres peó · c5 blanques torre · g5 blanques dama · d4 negres cavall · g3 negres dama · h3 negres torre · a2 blanques peó · c2 blanques peó · f2 blanques peó · g2 blanques peó · h2 blanques peó · f1 blanques torre · g1 blanques rei | f8 negres torre · g8 negres rei · a7 negres peó · b7 negres peó · g7 negres peó · h7 negres peó · e6 negres peó · c5 blanques torre · g5 blanques dama · d4 negres cavall · g3 negres dama · h3 negres torre · a2 blanques peó · c2 blanques peó · f2 blanques peó · g2 blanques peó · h2 blanques peó · f1 blanques torre · g1 blanques rei | f8 negres torre · g8 negres rei · a7 negres peó · b7 negres peó · g7 negres peó · h7 negres peó · e6 negres peó · c5 blanques torre · g5 blanques dama · d4 negres cavall · g3 negres dama · h3 negres torre · a2 blanques peó · c2 blanques peó · f2 blanques peó · g2 blanques peó · h2 blanques peó · f1 blanques torre · g1 blanques rei | 7 |
| 6 | f8 negres torre · g8 negres rei · a7 negres peó · b7 negres peó · g7 negres peó · h7 negres peó · e6 negres peó · c5 blanques torre · g5 blanques dama · d4 negres cavall · g3 negres dama · h3 negres torre · a2 blanques peó · c2 blanques peó · f2 blanques peó · g2 blanques peó · h2 blanques peó · f1 blanques torre · g1 blanques rei | f8 negres torre · g8 negres rei · a7 negres peó · b7 negres peó · g7 negres peó · h7 negres peó · e6 negres peó · c5 blanques torre · g5 blanques dama · d4 negres cavall · g3 negres dama · h3 negres torre · a2 blanques peó · c2 blanques peó · f2 blanques peó · g2 blanques peó · h2 blanques peó · f1 blanques torre · g1 blanques rei | f8 negres torre · g8 negres rei · a7 negres peó · b7 negres peó · g7 negres peó · h7 negres peó · e6 negres peó · c5 blanques torre · g5 blanques dama · d4 negres cavall · g3 negres dama · h3 negres torre · a2 blanques peó · c2 blanques peó · f2 blanques peó · g2 blanques peó · h2 blanques peó · f1 blanques torre · g1 blanques rei | f8 negres torre · g8 negres rei · a7 negres peó · b7 negres peó · g7 negres peó · h7 negres peó · e6 negres peó · c5 blanques torre · g5 blanques dama · d4 negres cavall · g3 negres dama · h3 negres torre · a2 blanques peó · c2 blanques peó · f2 blanques peó · g2 blanques peó · h2 blanques peó · f1 blanques torre · g1 blanques rei | f8 negres torre · g8 negres rei · a7 negres peó · b7 negres peó · g7 negres peó · h7 negres peó · e6 negres peó · c5 blanques torre · g5 blanques dama · d4 negres cavall · g3 negres dama · h3 negres torre · a2 blanques peó · c2 blanques peó · f2 blanques peó · g2 blanques peó · h2 blanques peó · f1 blanques torre · g1 blanques rei | f8 negres torre · g8 negres rei · a7 negres peó · b7 negres peó · g7 negres peó · h7 negres peó · e6 negres peó · c5 blanques torre · g5 blanques dama · d4 negres cavall · g3 negres dama · h3 negres torre · a2 blanques peó · c2 blanques peó · f2 blanques peó · g2 blanques peó · h2 blanques peó · f1 blanques torre · g1 blanques rei | f8 negres torre · g8 negres rei · a7 negres peó · b7 negres peó · g7 negres peó · h7 negres peó · e6 negres peó · c5 blanques torre · g5 blanques dama · d4 negres cavall · g3 negres dama · h3 negres torre · a2 blanques peó · c2 blanques peó · f2 blanques peó · g2 blanques peó · h2 blanques peó · f1 blanques torre · g1 blanques rei | f8 negres torre · g8 negres rei · a7 negres peó · b7 negres peó · g7 negres peó · h7 negres peó · e6 negres peó · c5 blanques torre · g5 blanques dama · d4 negres cavall · g3 negres dama · h3 negres torre · a2 blanques peó · c2 blanques peó · f2 blanques peó · g2 blanques peó · h2 blanques peó · f1 blanques torre · g1 blanques rei | 6 |
| 5 | f8 negres torre · g8 negres rei · a7 negres peó · b7 negres peó · g7 negres peó · h7 negres peó · e6 negres peó · c5 blanques torre · g5 blanques dama · d4 negres cavall · g3 negres dama · h3 negres torre · a2 blanques peó · c2 blanques peó · f2 blanques peó · g2 blanques peó · h2 blanques peó · f1 blanques torre · g1 blanques rei | f8 negres torre · g8 negres rei · a7 negres peó · b7 negres peó · g7 negres peó · h7 negres peó · e6 negres peó · c5 blanques torre · g5 blanques dama · d4 negres cavall · g3 negres dama · h3 negres torre · a2 blanques peó · c2 blanques peó · f2 blanques peó · g2 blanques peó · h2 blanques peó · f1 blanques torre · g1 blanques rei | f8 negres torre · g8 negres rei · a7 negres peó · b7 negres peó · g7 negres peó · h7 negres peó · e6 negres peó · c5 blanques torre · g5 blanques dama · d4 negres cavall · g3 negres dama · h3 negres torre · a2 blanques peó · c2 blanques peó · f2 blanques peó · g2 blanques peó · h2 blanques peó · f1 blanques torre · g1 blanques rei | f8 negres torre · g8 negres rei · a7 negres peó · b7 negres peó · g7 negres peó · h7 negres peó · e6 negres peó · c5 blanques torre · g5 blanques dama · d4 negres cavall · g3 negres dama · h3 negres torre · a2 blanques peó · c2 blanques peó · f2 blanques peó · g2 blanques peó · h2 blanques peó · f1 blanques torre · g1 blanques rei | f8 negres torre · g8 negres rei · a7 negres peó · b7 negres peó · g7 negres peó · h7 negres peó · e6 negres peó · c5 blanques torre · g5 blanques dama · d4 negres cavall · g3 negres dama · h3 negres torre · a2 blanques peó · c2 blanques peó · f2 blanques peó · g2 blanques peó · h2 blanques peó · f1 blanques torre · g1 blanques rei | f8 negres torre · g8 negres rei · a7 negres peó · b7 negres peó · g7 negres peó · h7 negres peó · e6 negres peó · c5 blanques torre · g5 blanques dama · d4 negres cavall · g3 negres dama · h3 negres torre · a2 blanques peó · c2 blanques peó · f2 blanques peó · g2 blanques peó · h2 blanques peó · f1 blanques torre · g1 blanques rei | f8 negres torre · g8 negres rei · a7 negres peó · b7 negres peó · g7 negres peó · h7 negres peó · e6 negres peó · c5 blanques torre · g5 blanques dama · d4 negres cavall · g3 negres dama · h3 negres torre · a2 blanques peó · c2 blanques peó · f2 blanques peó · g2 blanques peó · h2 blanques peó · f1 blanques torre · g1 blanques rei | f8 negres torre · g8 negres rei · a7 negres peó · b7 negres peó · g7 negres peó · h7 negres peó · e6 negres peó · c5 blanques torre · g5 blanques dama · d4 negres cavall · g3 negres dama · h3 negres torre · a2 blanques peó · c2 blanques peó · f2 blanques peó · g2 blanques peó · h2 blanques peó · f1 blanques torre · g1 blanques rei | 5 |
| 4 | f8 negres torre · g8 negres rei · a7 negres peó · b7 negres peó · g7 negres peó · h7 negres peó · e6 negres peó · c5 blanques torre · g5 blanques dama · d4 negres cavall · g3 negres dama · h3 negres torre · a2 blanques peó · c2 blanques peó · f2 blanques peó · g2 blanques peó · h2 blanques peó · f1 blanques torre · g1 blanques rei | f8 negres torre · g8 negres rei · a7 negres peó · b7 negres peó · g7 negres peó · h7 negres peó · e6 negres peó · c5 blanques torre · g5 blanques dama · d4 negres cavall · g3 negres dama · h3 negres torre · a2 blanques peó · c2 blanques peó · f2 blanques peó · g2 blanques peó · h2 blanques peó · f1 blanques torre · g1 blanques rei | f8 negres torre · g8 negres rei · a7 negres peó · b7 negres peó · g7 negres peó · h7 negres peó · e6 negres peó · c5 blanques torre · g5 blanques dama · d4 negres cavall · g3 negres dama · h3 negres torre · a2 blanques peó · c2 blanques peó · f2 blanques peó · g2 blanques peó · h2 blanques peó · f1 blanques torre · g1 blanques rei | f8 negres torre · g8 negres rei · a7 negres peó · b7 negres peó · g7 negres peó · h7 negres peó · e6 negres peó · c5 blanques torre · g5 blanques dama · d4 negres cavall · g3 negres dama · h3 negres torre · a2 blanques peó · c2 blanques peó · f2 blanques peó · g2 blanques peó · h2 blanques peó · f1 blanques torre · g1 blanques rei | f8 negres torre · g8 negres rei · a7 negres peó · b7 negres peó · g7 negres peó · h7 negres peó · e6 negres peó · c5 blanques torre · g5 blanques dama · d4 negres cavall · g3 negres dama · h3 negres torre · a2 blanques peó · c2 blanques peó · f2 blanques peó · g2 blanques peó · h2 blanques peó · f1 blanques torre · g1 blanques rei | f8 negres torre · g8 negres rei · a7 negres peó · b7 negres peó · g7 negres peó · h7 negres peó · e6 negres peó · c5 blanques torre · g5 blanques dama · d4 negres cavall · g3 negres dama · h3 negres torre · a2 blanques peó · c2 blanques peó · f2 blanques peó · g2 blanques peó · h2 blanques peó · f1 blanques torre · g1 blanques rei | f8 negres torre · g8 negres rei · a7 negres peó · b7 negres peó · g7 negres peó · h7 negres peó · e6 negres peó · c5 blanques torre · g5 blanques dama · d4 negres cavall · g3 negres dama · h3 negres torre · a2 blanques peó · c2 blanques peó · f2 blanques peó · g2 blanques peó · h2 blanques peó · f1 blanques torre · g1 blanques rei | f8 negres torre · g8 negres rei · a7 negres peó · b7 negres peó · g7 negres peó · h7 negres peó · e6 negres peó · c5 blanques torre · g5 blanques dama · d4 negres cavall · g3 negres dama · h3 negres torre · a2 blanques peó · c2 blanques peó · f2 blanques peó · g2 blanques peó · h2 blanques peó · f1 blanques torre · g1 blanques rei | 4 |
| 3 | f8 negres torre · g8 negres rei · a7 negres peó · b7 negres peó · g7 negres peó · h7 negres peó · e6 negres peó · c5 blanques torre · g5 blanques dama · d4 negres cavall · g3 negres dama · h3 negres torre · a2 blanques peó · c2 blanques peó · f2 blanques peó · g2 blanques peó · h2 blanques peó · f1 blanques torre · g1 blanques rei | f8 negres torre · g8 negres rei · a7 negres peó · b7 negres peó · g7 negres peó · h7 negres peó · e6 negres peó · c5 blanques torre · g5 blanques dama · d4 negres cavall · g3 negres dama · h3 negres torre · a2 blanques peó · c2 blanques peó · f2 blanques peó · g2 blanques peó · h2 blanques peó · f1 blanques torre · g1 blanques rei | f8 negres torre · g8 negres rei · a7 negres peó · b7 negres peó · g7 negres peó · h7 negres peó · e6 negres peó · c5 blanques torre · g5 blanques dama · d4 negres cavall · g3 negres dama · h3 negres torre · a2 blanques peó · c2 blanques peó · f2 blanques peó · g2 blanques peó · h2 blanques peó · f1 blanques torre · g1 blanques rei | f8 negres torre · g8 negres rei · a7 negres peó · b7 negres peó · g7 negres peó · h7 negres peó · e6 negres peó · c5 blanques torre · g5 blanques dama · d4 negres cavall · g3 negres dama · h3 negres torre · a2 blanques peó · c2 blanques peó · f2 blanques peó · g2 blanques peó · h2 blanques peó · f1 blanques torre · g1 blanques rei | f8 negres torre · g8 negres rei · a7 negres peó · b7 negres peó · g7 negres peó · h7 negres peó · e6 negres peó · c5 blanques torre · g5 blanques dama · d4 negres cavall · g3 negres dama · h3 negres torre · a2 blanques peó · c2 blanques peó · f2 blanques peó · g2 blanques peó · h2 blanques peó · f1 blanques torre · g1 blanques rei | f8 negres torre · g8 negres rei · a7 negres peó · b7 negres peó · g7 negres peó · h7 negres peó · e6 negres peó · c5 blanques torre · g5 blanques dama · d4 negres cavall · g3 negres dama · h3 negres torre · a2 blanques peó · c2 blanques peó · f2 blanques peó · g2 blanques peó · h2 blanques peó · f1 blanques torre · g1 blanques rei | f8 negres torre · g8 negres rei · a7 negres peó · b7 negres peó · g7 negres peó · h7 negres peó · e6 negres peó · c5 blanques torre · g5 blanques dama · d4 negres cavall · g3 negres dama · h3 negres torre · a2 blanques peó · c2 blanques peó · f2 blanques peó · g2 blanques peó · h2 blanques peó · f1 blanques torre · g1 blanques rei | f8 negres torre · g8 negres rei · a7 negres peó · b7 negres peó · g7 negres peó · h7 negres peó · e6 negres peó · c5 blanques torre · g5 blanques dama · d4 negres cavall · g3 negres dama · h3 negres torre · a2 blanques peó · c2 blanques peó · f2 blanques peó · g2 blanques peó · h2 blanques peó · f1 blanques torre · g1 blanques rei | 3 |
| 2 | f8 negres torre · g8 negres rei · a7 negres peó · b7 negres peó · g7 negres peó · h7 negres peó · e6 negres peó · c5 blanques torre · g5 blanques dama · d4 negres cavall · g3 negres dama · h3 negres torre · a2 blanques peó · c2 blanques peó · f2 blanques peó · g2 blanques peó · h2 blanques peó · f1 blanques torre · g1 blanques rei | f8 negres torre · g8 negres rei · a7 negres peó · b7 negres peó · g7 negres peó · h7 negres peó · e6 negres peó · c5 blanques torre · g5 blanques dama · d4 negres cavall · g3 negres dama · h3 negres torre · a2 blanques peó · c2 blanques peó · f2 blanques peó · g2 blanques peó · h2 blanques peó · f1 blanques torre · g1 blanques rei | f8 negres torre · g8 negres rei · a7 negres peó · b7 negres peó · g7 negres peó · h7 negres peó · e6 negres peó · c5 blanques torre · g5 blanques dama · d4 negres cavall · g3 negres dama · h3 negres torre · a2 blanques peó · c2 blanques peó · f2 blanques peó · g2 blanques peó · h2 blanques peó · f1 blanques torre · g1 blanques rei | f8 negres torre · g8 negres rei · a7 negres peó · b7 negres peó · g7 negres peó · h7 negres peó · e6 negres peó · c5 blanques torre · g5 blanques dama · d4 negres cavall · g3 negres dama · h3 negres torre · a2 blanques peó · c2 blanques peó · f2 blanques peó · g2 blanques peó · h2 blanques peó · f1 blanques torre · g1 blanques rei | f8 negres torre · g8 negres rei · a7 negres peó · b7 negres peó · g7 negres peó · h7 negres peó · e6 negres peó · c5 blanques torre · g5 blanques dama · d4 negres cavall · g3 negres dama · h3 negres torre · a2 blanques peó · c2 blanques peó · f2 blanques peó · g2 blanques peó · h2 blanques peó · f1 blanques torre · g1 blanques rei | f8 negres torre · g8 negres rei · a7 negres peó · b7 negres peó · g7 negres peó · h7 negres peó · e6 negres peó · c5 blanques torre · g5 blanques dama · d4 negres cavall · g3 negres dama · h3 negres torre · a2 blanques peó · c2 blanques peó · f2 blanques peó · g2 blanques peó · h2 blanques peó · f1 blanques torre · g1 blanques rei | f8 negres torre · g8 negres rei · a7 negres peó · b7 negres peó · g7 negres peó · h7 negres peó · e6 negres peó · c5 blanques torre · g5 blanques dama · d4 negres cavall · g3 negres dama · h3 negres torre · a2 blanques peó · c2 blanques peó · f2 blanques peó · g2 blanques peó · h2 blanques peó · f1 blanques torre · g1 blanques rei | f8 negres torre · g8 negres rei · a7 negres peó · b7 negres peó · g7 negres peó · h7 negres peó · e6 negres peó · c5 blanques torre · g5 blanques dama · d4 negres cavall · g3 negres dama · h3 negres torre · a2 blanques peó · c2 blanques peó · f2 blanques peó · g2 blanques peó · h2 blanques peó · f1 blanques torre · g1 blanques rei | 2 |
| 1 | f8 negres torre · g8 negres rei · a7 negres peó · b7 negres peó · g7 negres peó · h7 negres peó · e6 negres peó · c5 blanques torre · g5 blanques dama · d4 negres cavall · g3 negres dama · h3 negres torre · a2 blanques peó · c2 blanques peó · f2 blanques peó · g2 blanques peó · h2 blanques peó · f1 blanques torre · g1 blanques rei | f8 negres torre · g8 negres rei · a7 negres peó · b7 negres peó · g7 negres peó · h7 negres peó · e6 negres peó · c5 blanques torre · g5 blanques dama · d4 negres cavall · g3 negres dama · h3 negres torre · a2 blanques peó · c2 blanques peó · f2 blanques peó · g2 blanques peó · h2 blanques peó · f1 blanques torre · g1 blanques rei | f8 negres torre · g8 negres rei · a7 negres peó · b7 negres peó · g7 negres peó · h7 negres peó · e6 negres peó · c5 blanques torre · g5 blanques dama · d4 negres cavall · g3 negres dama · h3 negres torre · a2 blanques peó · c2 blanques peó · f2 blanques peó · g2 blanques peó · h2 blanques peó · f1 blanques torre · g1 blanques rei | f8 negres torre · g8 negres rei · a7 negres peó · b7 negres peó · g7 negres peó · h7 negres peó · e6 negres peó · c5 blanques torre · g5 blanques dama · d4 negres cavall · g3 negres dama · h3 negres torre · a2 blanques peó · c2 blanques peó · f2 blanques peó · g2 blanques peó · h2 blanques peó · f1 blanques torre · g1 blanques rei | f8 negres torre · g8 negres rei · a7 negres peó · b7 negres peó · g7 negres peó · h7 negres peó · e6 negres peó · c5 blanques torre · g5 blanques dama · d4 negres cavall · g3 negres dama · h3 negres torre · a2 blanques peó · c2 blanques peó · f2 blanques peó · g2 blanques peó · h2 blanques peó · f1 blanques torre · g1 blanques rei | f8 negres torre · g8 negres rei · a7 negres peó · b7 negres peó · g7 negres peó · h7 negres peó · e6 negres peó · c5 blanques torre · g5 blanques dama · d4 negres cavall · g3 negres dama · h3 negres torre · a2 blanques peó · c2 blanques peó · f2 blanques peó · g2 blanques peó · h2 blanques peó · f1 blanques torre · g1 blanques rei | f8 negres torre · g8 negres rei · a7 negres peó · b7 negres peó · g7 negres peó · h7 negres peó · e6 negres peó · c5 blanques torre · g5 blanques dama · d4 negres cavall · g3 negres dama · h3 negres torre · a2 blanques peó · c2 blanques peó · f2 blanques peó · g2 blanques peó · h2 blanques peó · f1 blanques torre · g1 blanques rei | f8 negres torre · g8 negres rei · a7 negres peó · b7 negres peó · g7 negres peó · h7 negres peó · e6 negres peó · c5 blanques torre · g5 blanques dama · d4 negres cavall · g3 negres dama · h3 negres torre · a2 blanques peó · c2 blanques peó · f2 blanques peó · g2 blanques peó · h2 blanques peó · f1 blanques torre · g1 blanques rei | 1 |
|   | a | b | c | d | e | f | g | h |   |

Levitsky és especialment conegut pel fet que va ser el perdedor d'una famosa partida contra Frank James Marshall a Breslau 1912, a la qual la darrera jugada de Marshall fou l'espectacular 23...Dg3!!, que deixava la dama en una casella en la qual podia ser menjada de tres maneres diferents.